# Snead
Snead – miasto w Stanach Zjednoczonych, w stanie Alabama, w hrabstwie Blount. W roku 2023 miasto zamieszkiwały 1042 osoby, a gęstość zaludnienia wynosiła 76,1 osoby/km².